# Квинт Ялий Бас
Квинт Ялий Бас (на латински: Quintus Iallius Bassus) e политик и сенатор на Римската империя през 2 век.
Вероятно е роднина с Марк Ялий Бас Фабий Валериан, който е суфектконсул през 160 г. и от 163/164 г. управител на провинция Долна Мизия.
През 158 г. Бас е суфектконсул заедно с Марк Сервилий Фабиан Максим.